# محکی
محکی یا مهکی یا ماهکی نام یکی از طوایف کرد است که در غرب ایران و در شرق عراق پخش هستند. این طایفه در غرب ایران در استان ایلام، استان کرمانشاه از قصر شیرین تا کرمانشاه و در استان لرستان در بخش رومشکان و بخش طرهان در شهرستان کوهدشت ساکن هستند. دانشنامه ایرانیکا درباره مهکی مینویسد: «فیلی، گروهی از قبایل لُر هستند که عمدتاً در لرستان قرار دارند. دو گروه اصلی فیلی در پشت کوه عبارتند از کُرد و محکی.» شیخ محمد مردوخ کردستانی در باره مهکی می‌نویسد: «ماهکی یا مهکی قبیله‌ای از طوایف پشتکوه و از شعب لک جزو عشیره لُر اند. در هلیلان و نواحی کرمانشاهان سکونت دارند.» همچنین وی لرها را در زمره چهار گروه اصلی مردم کُرد قرار داده‌ است. هنری راولینسون این طایفه را از طوایف لر کوچک می داند. در کتاب جغرافیای لرستان درباره تقسیم بندی طوایف و ایلات مهکی آمده است: «خانوار و طوایف مهکی عبارت اند از: قلی‌وند خزل، شمس‌الدین خزل، ریزوند پائین آبی، فرهادوند خزل، ارکوازی، بولی، میش خاص، بدره، پنج ستون، ملکشاهی، ملخطائی و صیفی خاتمی، ده‌بالا، عالی بیگی، بن ریزی، احمد سوری، حبیب‌وند و ظهری ساکن شیروان»